# Aliou Aya
Pour les articles homonymes, voir Aya.
Aliou Aya est un homme politique malien né en 1956 à Guiri dans le cercle de Koro au Mali.

## Biographie
Après des études fondamentales à Yoro pour le premier cycle et à Koro pour le second, il poursuit au lycée de Sévaré et de Markala où il obtient le baccalauréat en 1996. Titulaire d’une bourse, il poursuit des études supérieures à l’Institut des constructions mécaniques de Zaparagré (Ukraine, alors URSS).
Entre 1988 et 1997, Aliou Aya travaille comme directeur technique embauché à l’Industrie malienne de soudure de Kati. Il est expert industriel agréé par les tribunaux du Mali depuis 1989 et professeur à l’École nationale d'ingénieurs de Bamako depuis 1990.
En 2007, Aliou Aya, candidat du Mouvement pour l'indépendance, la renaissance et l'intégration africaine (Miria) sur la liste d’union URD-RPM-MIRIA, est élu député dans la circonscription électorale de Koro. le 12 octobre 2009, il est élu 5e vice-président de l’Assemblée nationale.